# 2024年11月逝世人物列表
2024年逝世人物列表：1月 - 2月 - 3月 - 4月 - 5月 - 6月 - 7月 - 8月 - 9月 - 10月 - 11月 - 12月
2024年11月逝世人物列表，是用于汇总2024年11月期间逝世人物的列表。

## 依日期排序

### 30日
- 王克孝，71歲，台灣鳥類生態保育團體人士，台東縣野鳥學會創會發起人。[1]
- 张宗宪，95歲，香港收藏家。[2]
- 齊正鈞，100歲，中國人民解放軍中將。[3]

### 29日
- 約瑟夫·耶利內克（捷克語：Josef Jelínek），83歲，捷克男子足球運動員。[4]
- 施景钤，78岁，中国政治人物，南通市政协原副主席。[5]
- 簡肇棟，69歲，台灣醫師及政治人物，曾任大里菩提醫院院長、台中縣大里市市長、民進黨籍第五、七屆立法委員，食道癌。[6][7]
- 朴敏宰，32歲，韓國男演員，因心臟驟停在中國病逝。[8]

### 28日
- 阿南達·克里斯南，86歲，馬來西亞企業家。[9]
- 謝胡源，57歲，台灣政治人物，蘭嶼鄉鄉長。[10]
- 西爾維婭·皮納爾（英语：Silvia Pinal），93歲，墨西哥女演員。[11]
- 吕小平（艺名：十三狼），58岁，中国歌手、陕西省秦歌研究会会长、被誉为“中国秦歌第一人”，突发脑溢血。[12]
- 程映雪，92歲，中国原劳动部劳动保护科学研究所（中国安全生产科学研究院前身）所长。[13]
- 叶周，66歲，知名华文作家。[14]

### 27日
- 謝翔鶴，94歲，台灣空軍少校，前紅狐中隊飛行員。[15]
- 王尔碑，98岁，中国作家，《四川日报》副刊原编辑。[16]
- 豬口孝（日語：猪口 孝），80歲，日本國際政治學者，曾任上智大學助理教授，東京大學教授，日本國際政治學會理事長，新潟縣立大學校長；現任東京大學榮譽教授。家中火災事故身亡。[17]

### 26日
- 彭添富，73歲，台灣民主進步黨創黨黨員，曾任兩屆台灣省議員、第五、六屆立法委員、台灣省諮議會議長，國策顧問。[18]
- 榮如德，89歲，中國翻譯家。[19]
- 宋泉盛，95歲，台灣基督教長老教會神學家。[20]
- 鮑伯·布萊亞（英语：Bob Bryar），44岁，美国鼓手，摇滚乐队My Chemical Romance前成员。[21]（遗体发现日期）

### 25日
- 张纯元，91歲，中国人口学家、北京大学人口学科创立者、北京大学人口研究所创始所长。[22]
- 約翰·廷尼斯伍德（英語：John Tinniswood），112歲91天，英國超級人瑞，曾為世界上獲認證最年長男性。[23]

### 24日
- 葉嘉瑩，100歲，加拿大皇家學院院士，中國南开大学讲席教授、中华古典文化研究所所长、中國诗词研究专家。[24][25]
- 凱姆斯霍恩的倫福儒勳爵（英語：The Lord Renfrew of Kaimsthorn），87歲，英國考古學家和古語言學家。[26]

### 23日
- 張石山，77歲，中國作家。[27]
- 王乃壯，96歲，中國水墨畫家，曾任中國美術家協會理事。[28]

### 22日
- 李儒光，84岁，中国画家，湖南师范大学美术学院教授。[29]
- 賈那布爾，90歲，中華人民共和國政治人物，政協新疆第七、八届委员会主席。[30]
- 詹弗蘭科·達拉·巴爾巴（義大利語：Gianfranco Dalla Barba），67歲，義大利男子擊劍運動員。[31]
- 杜米特魯·波佩斯庫（羅馬尼亞語：Dumitru Popescu），96歲，羅馬尼亞政治人物，羅馬尼亞共產黨中央政治執行委員會委員、中央書記處書記。[32]
- 瑟奇·沃霍爾（英語：Serge Vohor），69歲，瓦努阿圖政治家，曾三度出任外交部長，四度出任总理。[33]

### 21日
- 馬里安·坎杜斯，92歲，斯洛維尼亞男子籃球運動員。[34]
- 陳榮輝，63歲，中華民國警察，第51屆全國模範警察；癌症。[35]

### 20日
- 鄭錚，60歲，中國女演員。[36]
- 勳爵，86歲，英國工黨政治人物，副首相（1997年—2007年）。[37]
- 約迪·瑞爾（英語：Jodi Rell），78歲，美國共和黨政治人物，前康涅狄格州州长。[38]
- 林宗源，89歲，台灣詩人，台語文推展協會會長。 [39]

### 19日
- 張四良，83歲，中華民國內政部警政署署長（2003年—2004年）。[40]
- 格拉謝拉·蘇珊娜（西班牙語：Graciela Susana），71歲，阿根廷探戈音樂歌手。[41]

### 18日
- 赵凯华，94歲，中華人民共和國物理学家。[42]
- 唐献泰，59岁，中国政治人物，河南省第十四届人民代表大会代表，曾任汤阴县县长、县委书记，安阳市副市长，鹤壁市委常委、政法委书记，鹤壁市委常委、鹤壁市纪委书记、鹤壁市监察委主任。[43]
- 簡景賢，65歲，台灣政治人物，南投縣草屯鎮長。[44]
- 鲍勃·洛夫（英語：Bob Love），81歲，美國NBA聯盟前職業籃球運動員。[45]
- 堀絢子（日語：堀 絢子），89歲，日本聲優、演員。[46]

### 17日
- 貝爾納·查雷利（法語：Bernard Chiarelli），90歲，法國前足球運動員。[47]
- 韦斯利·考克斯（英語：Wesley Cox），69歲，美國NBA聯盟前職業籃球運動員。[48]
- 維克托·薩姆索諾夫（俄語：Виктор Самсонов），83歲，蘇聯及俄羅斯軍事人物，曾任俄羅斯聯邦武裝力量總參謀長兼俄羅斯聯邦國防部第一副部長。[49]
- 王益群，87歲，中国燕山大学校长（1997年—2003年）。[50]
- 高橋真琴，90歲，日本插畫家。食道胃接合部癌。[51][52]

### 16日
- 赫尔达·森豪斯（英語：Herlda Senhouse），113歲262天，美國第二年長超級人瑞。[53]
- 奥拉夫·索恩（英语：Olav Thon），101歲，挪威房地产大亨，酒店业巨头。[54]
- 吳鐘靈，96歲，台灣政治人物，曾任高雄市議長，歌手吳克群祖父。[55]
- 弗拉基米爾·席克拉洛夫（英语：Vladimir Shklyarov），39歲，俄羅斯芭蕾舞明星，疑似意外事故身亡[56]。

### 15日
- 崇仁親王妃百合子（日語：百合子），101歲，日本皇族，出身自華族高木子爵家，三笠宮崇仁親王的親王妃。衰老。[57][58]
- 艾琳·克莱默（英語：Eileen Kramer），110歲7天，澳大利亚舞蹈家、艺术家和编舞师[59]。
- 拿督楊自福，80歲，馬來西亞籃球界人物，前馬來西亞籃球總會祕書長。[60]
- 森克·森克森（德語：Sönke Sönksen），86歲，德國前男子馬術運動員。[61]
- 艾哈邁德·穆罕默德·馬哈茂德，86歲，索馬利蘭政治人物，前總統（2010年－2017年）。[62]
- 徐慶復，83歲，台灣歌手。[63]

### 14日
- 金沖及，94歲，中國史學家，曾任中共中央文獻研究室副主任。[64][65]
- 郭武驥，70歲，台灣表演藝術家，「麻豆巷口集英社」團長。[66]
- 伊戈尔·福尔克，74歲，愛沙尼亞UFO專家。[67]
- 雅克·阿德莱德·梅兰德（英语：Jacques Adélaïde-Merlande），91岁，法国历史学家。[68]
- 瓦季姆·布罗夫采夫（英语：Vadim Brovtsev），55岁，俄罗斯商人、政治家，南奥塞梯总理（2009年—2012年）及南奥塞梯代理总统（2011年—2012年），心脏病发。[69]
- 横溝三郎，84岁，日本奥运会中长跑运动员（1964年），肝癌。[70]
- 火野正平（日語：火野 正平），75岁，日本男演员。[71]

### 13日
- 莊坤元，93歲，台灣資深媒體人，燕聲廣播電台董事長。[72]
- 李真和，80歲，台灣政治人物，前國民黨籍屏東縣議員。[73]
- 達因·扎因丁，86歲，马来西亚政治人物，前马来西亚财政部长。[74]
- 米奧德拉格·科斯蒂奇，65歲，塞爾維亞商人，MK集團的創始人兼股東。[75]
- 阿南惟茂（日語：阿南 惟茂），83歲，日本外交官，前日本驻华大使。[76]
- 礪波護（日語：礪波 護），87歲，日本東洋史學者、京都大學名譽教授，專研中國中古史。[77]
- 谷川俊太郎（日語：谷川 俊太郎），92歲，日本詩人、翻譯家、劇作家。[78]

### 12日
- 宋再臨（韓語：송재림），39岁，韩国演员及模特儿[79]。
- 梁光烈，83歲，中華人民共和国军事人物，曾任中央军委委员、国务委员兼国防部部长，上将军衔[80]。
- 賀謹，65歲，加拿大外交及政治人物[81]。
- 拉迪沃耶·克里沃卡皮奇，71歲，塞爾維亞男子手球運動員。[82]
- 喬安·佐利（英語：Joanne Chory），69歲，美國植物學家和遺傳學家，霍華德·休斯醫學研究所和索爾克研究所研究員。[83]
- 李直英，91歲，台灣文化工作者，排灣族來義鄉傳統手紋文化保存者。[84]
- 劉杲，93歲，中國出版家，曾任新聞出版署副署長，中國編輯學會會長，第八、九屆全國政協委員。[85]
- 北之富士勝昭，82歲，原名竹澤勝昭，前日本職業相撲橫綱。[86]
- 柳澤榮治（日语：柳沢栄治），57歲，日本聲優。[87]

### 11日
- 黃少安，62歲，中國經濟學家，山東大學經濟研究院院長。[88]
- 橋村奉臣，79歲，旅美日本廣告攝影師。被推倒後頭部受創不治。[89]

### 10日
- 達拉斯·朗（英語：Dallas Long），84歲，美國男子田徑運動員，1964年夏季奥运会男子铅球金牌得主。[90]
- 吉格木德，84歲，中國蒙醫學家、蒙醫學醫史文獻學家，內蒙古醫科大學教授、主任醫師，第二屆國醫大師。[91]
- 郭志鸿，92歲，郭沫若之子、中国音乐家协会钢琴学会顾问、中央音乐学院钢琴系教授，突发心脏病。[92]
- 徐超，30歲，中國自由車運動員。在集訓期間意外身亡。[93]

### 9日
- 拉姆·那拉揚，96歲，印度音樂家。[94]
- 青木盛久（日語：青木 盛久），85歲，日本外交官、駐秘魯大使（1994年—1997年）。[95]
- 德利·甘尼許（英语：Delhi Ganesh），80歲，印度演員，主要出演泰米爾影視作品。[96]
- 王久祜，81歲，中國政治人物，曾任中共山東省委統戰部部長，山東省政協副主席，第九、十屆全國政協委員。[97]
- 張長森，92歲，台灣中醫，彰化縣議員陳銌銌公公。[98]
- 金普森，92歲，中國歷史學家。[99]
- 荒井政雄，75歲，日本男子摔跤運動員。[100]

### 8日
- 中本弘，93岁，日本政治人物，广岛市议会前议长。[101]
- 喬治·萊曼（英語：George Lehmann），83歲，美國NBA聯盟前職業籃球運動員。[102]

### 7日
- 沈錦豐，68歲，台灣野生鳥類專家，基隆野鳥學會理事長。大腸癌。[103]
- 唐書琨，90歲，香港時裝設計師。[104]
- 呂志和，95歲，香港企業家、慈善家，銀河娛樂主席兼執行董事、嘉華國際集團主席兼董事總經理。[105][106]
- 德米特羅·馬斯洛夫斯基（烏克蘭語：Дмитро Масловський），30歲，烏克蘭上等兵，在與俄羅斯士兵白刃戰中身亡，追授烏克蘭英雄稱號[107]。

### 6日
- 盧曼華（英語：Anna Lo），74歲，英國北愛爾蘭聯盟黨政治人物，北愛爾蘭議會議員（2007年—2016年），英國以至西歐各級議會歷來首位循選舉當選議員的華人。[108]
- 孫正大，70歲，台灣企業家，台灣汽車零件巨頭、正陽國際總裁。[109]
- 喜多道枝（日語：喜多 道枝），89歲，日本演員、聲優。[110]
- 托尼·托德（英語：Tony Todd），69歲，美國電影、電視演員、製作人、配音員[111]。

### 5日
- 亨利·凱瑟克爵士（英語：Sir Henry Keswick），86歲，英國怡和集團主席（1972年—1975年、1989年—2018年）。[112]
- 刘世清，79岁，中国骨科专家，武汉大学人民医院骨外科教授、主任医师、博士研究生导师。[113]
- 潘秋榮，69歲，台灣文化工作者，致力保存、傳承賽夏族傳統文化。[114]
- 陳曾燾，99歲，香港企業家，恒隆集團創始人之一，陳曾熙之弟。[115]

### 4日
- 默里·辛克莱（英语：Murray Sinclair），73岁，加拿大政治人物，前参议员，原住民权利活动者。[116]
- 魏白蒂（英语：Betty Wei），94岁，美籍華裔歷史學家、作家，香港大學香港人文社會研究所名譽院士，中國人民大學清史研究所名譽教授[117]。

### 3日
- ，91歲，美國音樂製作人、電視製作人、作曲家、作詞家、編曲家。[118]
- 鄭明仁，70歲，香港資深傳媒工作者，曾任《蘋果日報》總編輯。[119]
- 張亞軍，62歲，中國核能工程師，清華大學教授兼核能與新能源技術研究院副總工程師。突發急性心肌梗塞。[120]

### 2日
- 鍾明葉，90岁，馬來西亞田徑短跑運動員。該國前身馬來亞聯邦首位奧運女運動員。入選該國奧林匹克理事會名人堂。[121]
- 珍妮‧戈德利（英语：Janey Godley），63岁，英國蘇格蘭喜劇女演員。卵巢癌。[122]
- 杜祖健，94岁，日本华裔化學家、毒物學家，美國科羅拉多州立大學名譽教授、日本千葉科學大學教授，藥理學者杜聰明三子[123][124]。

### 1日

#### 人物
- 胡显钦，101岁，中国政治人物，温州市人大常委会原副主任。[125]
- 任遠征，88岁，中國政治人物、第十一屆全國政協委員，任弼時次女。[126]
- 迈克尔·鲁斯（英語：Michael Ruse），84歲，美國生物哲學家。[127]
- 亞歷山大·派因斯（英語：Alexander Pines），79歲，美國化學家。[128]
- 陳輝東，86歲，台灣藝術家、國策顧問。[129]

#### 動物
- 花生，約7歲，美國寵物灰松鼠，動物網紅，被紐約州環境保護局安樂死[130]。